# Kamran Şahsuvarlı
Kamran Namiq oğlu Şahsuvarlı, englisch Kamran Shakhsuvarly (* 6. Dezember 1992 in Aqtöbe) ist ein aserbaidschanischer Boxer. Er gewann bei den Olympischen Spielen 2016 eine Bronzemedaille im Mittelgewicht.

## Boxkarriere
Şahsuvarlı gewann 2014 die nationale Meisterschaft, 2014 und 2016 jeweils das internationale Turnier Great Silk Way in Baku, sowie 2015 das internationale Turnier Presidents Cup in Erzurum. Er wurde daraufhin bei der europäischen Olympiaqualifikation 2016 in Samsun aufgeboten, wo er in der Vorrunde gegen Christian M'Billi-Assomo ausschied. Beim Olympiaqualifikationsturnier 2016 in Baku qualifizierte er sich als gegen den späteren Goldmedaillengewinner Michael O’Reilly ausgeschiedener Viertelfinalist für die Olympischen Sommerspiele 2016 in Rio de Janeiro. Bei Olympia besiegte er unter anderem Artjom Tschebotarjow und Schänibek Älimchanuly, ehe er im Halbfinale gegen Arlen López unterlag und mit einer Bronzemedaille ausschied.
Bei der Europameisterschaft 2017 in Charkiw verlor er erst im Finale gegen Oleksandr Chyschnjak und nahm als Vizeeuropameister an der Weltmeisterschaft 2017 in Hamburg teil, wo er nach einer Niederlage im Halbfinale gegen Äbilchan Amanqul erneut eine Bronzemedaille gewann. Zudem gewann er bei den Islamic Solidarity Games 2017 in Baku die Silbermedaille.
Bei den Europaspielen 2019 in Minsk verlor er im Achtelfinale gegen Michael Nevin und bei der europäischen Olympiaqualifikation 2020 in London in der zweiten Vorrunde gegen Oleksandr Chyschnjak. In der Vorrunde der Europameisterschaft 2024 in Belgrad unterlag er gegen Michał Jarliński.